# Shadow Warrior (игра, 2013)
Shadow Warrior — шутер от первого лица, разработанный польской независимой студией Flying Wild Hog и изданный Devolver Digital для Windows, macOS, Linux, PlayStation 4 и Xbox One. Shadow Warrior является перезапуском одноимённой игры 1997 года, разработанной 3D Realms и изданной GT Interactive. Игра была выпущена 26 сентября 2013 года в сервисах цифровой дистрибуции Steam и GOG.com. 31 марта 2015 года игра была выпущена для операционных систем macOS и Linux. После выхода Shadow Warrior получила преимущественно положительные отзывы от игровых изданий и критиков. Продолжение, Shadow Warrior 2, было выпущено в 2016 году. Третья часть серии вышла 1 марта 2022 года.

## Игровой процесс
Shadow Warrior — однопользовательский шутер от первого лица, где игроки берут на себя роль ниндзя-наемника Ло Вана, который сражается с ордами демонов.
Ло Ван владеет различным огнестрельным оружием, которое требует боеприпасов, которые можно найти на всех этапах игры. Огнестрельное оружие представлено вымышленными версиями пистолетов, пистолетов-пулеметов, дробовиков и ракетных пусковых установок, некоторые виды оружия могут быть взяты в обе руки или использовать сдвоенные боеприпасы. Также оружия обладают альтернативными режимами огня. В дополнение к огнестрельному оружию, Ван владеет катаной, которая является эффективным оружием ближнего боя.
Враги различаются по силе, размеру и характеру атаки. Некоторые враги могут атаковать в лоб, в то время, как другие используют специальные способности, чтобы снизить эффективность главного героя в бою.
Ло Ван может усовершенствовать свои способности и оружия в разных аспектах с помощью нескольких видов внутриигровых валют.

## Выпуск и дополнительный контент
Игра была выпущена в Steam и GOG.com, с приемом предварительных заказов в обоих сервисах. В Steam продаются 2 издания: стандартное издание и «Специальное издание» которое включает цифровой артбук, официальный саундтрек и 2 внутриигровых оружия, базирующиеся на других франшизах Devolver Digital: молот из Serious Sam 3 и катана из Hotline Miami. Предварительный заказ в Steam также предоставлял игрокам внутриигровое оружие «Zilla Enterprises Z45 katana» и скидку в 75 % на игру Hard Reset или на другую игру, изданную Devolver Digital. Владельцам Saints Row IV и Shadow Warrior в Steam разблокируется оружие «Penetrator» . В GOG.com было выпущено обычное издание с бонусом предварительного заказа в виде внутриигрового оружия «classic Shadow Warrior katana» и бесплатную копию оригинальной игры
11 октября 2013 года была выпущена самостоятельная мини-игра Viscera Cleanup Detail: Shadow Warrior которая была выпущена бесплатно для всех владельцев Shadow Warrior. Это кроссовер игр Viscera Cleanup Detail, разработанной студией RuneStorm, и Shadow Warrior. Целью мини-игры является непосредственная уборка на локациях игры после того, как главный герой Shadow Warrior прошёл через неё, оставив после себя множество трупов, крови и следов разрушений.

## Отзывы и рецензии
| Сводный рейтинг    | Сводный рейтинг                        |
| Агрегатор          | Оценка                                 |
| ------------------ | -------------------------------------- |
| GameRankings       | PC: 75,76 % XONE: 77,10 % PS4: 71,07 % |
| Metacritic         | 73/100                                 |
| Иноязычные издания |                                        |
| Издание            | Оценка                                 |
| Destructoid        | 8,5/10                                 |
| Edge               | 6/10                                   |
| GameSpot           | 7/10                                   |
| IGN                | 8,6/10                                 |
| GameFront          | 81/100                                 |
| The Escapist       | [ 17 ]                                 |
| Hardcore Gamer     | [ 18 ]                                 |

Игра получила преимущественно положительные отзывы от прессы.
Летом 2018 года, благодаря уязвимости в защите Steam Web API, стало известно, что точное количество пользователей сервиса Steam, которые играли в игру хотя бы один раз, составляет 1 648 323 человека.

## Продолжение
10 июня 2015 года, издатель Devolver Digital анонсировал Shadow Warrior 2, сиквел к игре, разработанной Flying Wild Hog. В трейлере анонса был подтвержден выпуск на платформах Microsoft Windows, OS X, Linux, PlayStation 4 и Xbox One и дата выпуска, назначенная на 2016 год. Shadow Warrior 2 была выпущена 13 октября 2016 года.